# Attagenus bifasciatus
Attagenus bifasciatus är en skalbaggsart som först beskrevs av Olivier 1790.  Attagenus bifasciatus ingår i släktet Attagenus, och familjen ängrar. Arten har ej påträffats i Sverige.